# 尼爾·卡邁克爾

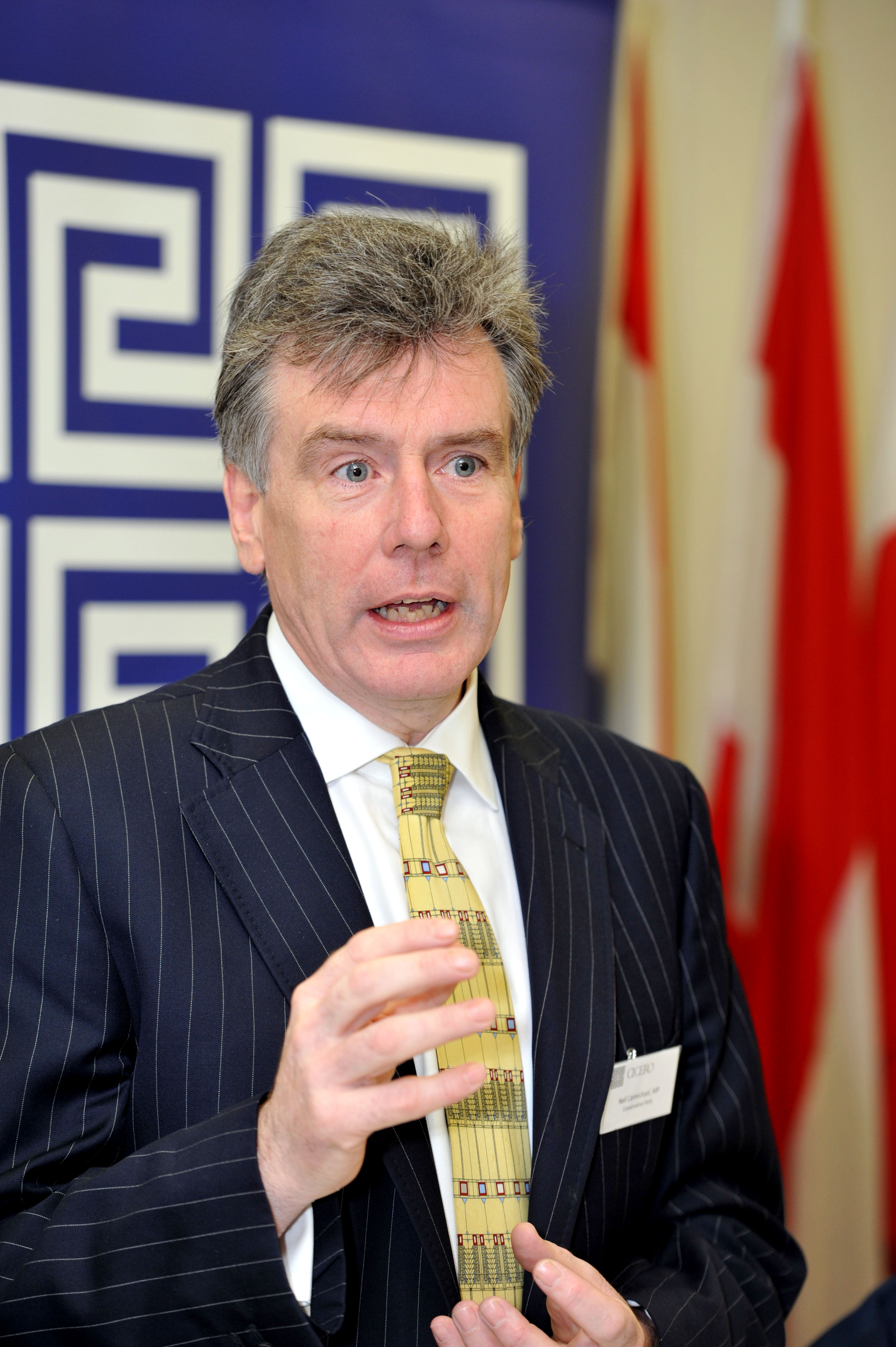

尼爾·卡邁克爾（Neil Carmichael，1961年4月15日—）是一位英格蘭政治人物，他的黨籍是保守黨。自2010年開始，他擔任斯特勞德選區選出的英國下議院議員。他的政治生涯開始於諾森伯蘭郡議會。